# Сенькино (Серпуховский район)
Сенькино — деревня в Серпуховском районе Московской области России. Входит в состав Липицкого сельского поселения (до 29 ноября 2006 года входила в состав Балковского сельского округа).
В Сенькино снимался фильм Никиты Михалкова «Несколько дней из жизни И. И. Обломова» по мотивам романа И. А. Гончарова «Обломов», получивший в 1981 году престижную премию Национального совета кинокритиков США за лучший фильм на иностранном языке.

## Население
| 2002 | 2006 | 2010 |
| ---- | ---- | ---- |
| 22   | ↗23  | ↗24  |

## География
Сенькино расположено примерно в 36 км (по шоссе) на юго-восток от Серпухова, на безымянном ручье, правом притоке Оки, высота центра деревни над уровнем моря — 191 м.
На 2016 год в деревне зарегистрировано 3 улицы и 4 садоводческих товарищества.